# Baħar iċ-Ċagħaq
Baħar iċ-Ċagħaq är en ort i republiken Malta. Den ligger i kommunen In-Naxxar, i den centrala delen av landet. Baħar iċ-Ċagħaq ligger 14 meter över havet och antalet invånare är 1 250.
Terrängen runt Baħar iċ-Ċagħaq är huvudsakligen platt, men åt sydväst är den kuperad. Havet är nära Baħar iċ-Ċagħaq åt nordost. Närmaste större samhälle är Birkirkara, 4,6 kilometer söder om Baħar iċ-Ċagħaq. 
Runt Baħar iċ-Ċagħaq är det i huvudsak tätbebyggt och det finns jordbruksmark.